# مايكل كاروث
مايكل كاروث (بالإنجليزية: Michael Carruth) (مواليد 9 يوليو 1967) هو ملاكم آيرلندي، مثّل بلاده في الألعاب الأولمبية الصيفية في دورتي 1988 و1992.

## روابط خارجية
- مايكل كاروث على موقع IMDb (الإنجليزية)

مايكل كاروث على موقع بوكس ريك (الإنجليزية) (registration required)
- مايكل كاروث على موقع أوليمبيديا (الإنجليزية)